# Каррара, Пьеральберто
Пьеральбе́рто Карра́ра (итал. Pieralberto Carrara; род. 14 февраля 1966, Бергамо, Ломбардия) — итальянский биатлонист, серебряный призёр Олимпийских игр 1998 года в индивидуальной гонке, трёхкратный чемпион мира, бронзовый призёр чемпионата мира 1996 года в командной гонке, бронзовый призёр Чемпионата мира 1997 года в эстафете.